# Фолмар IV (Мец)
Фолмар IV/VII фон Мец и Хомбург (на немски: Folmar IV/VII Graf von Metz und Homburg; † юни 1111, манастир в Риксхайм) е граф на Мец и Хомбург в Саарланд, адвокат на Люневил.

## Произход
Той е син на граф Фолмар III фон Мец и Хомбург († 1087) и съпругата му Юдит. Внук е на граф Готфрид фон Мец († 1051/1055). Брат е на Готфрид III фон Близгау († сл. 1098), граф в Близгау през 1075/1098 г., женен за Матилда фон Люксембург († 1070).

## Фамилия
Фолмар IV фон Мец и Хомбург се жени за Сванхилда († пр. 1075). Те имат един син:
- Фолмар V фон Мец и Хомбург († 1142, погребан в Бопре), основател и адвокат на абатството Бопре, женен 1120 г. за Матилда фон Егисхайм-Дагсбург († сл. 1157)